# 2013年兵庫縣知事選舉
2013年兵庫縣知事選舉（日語：2013年兵庫県知事選挙），是於2013年（平成25年）7月21日所舉行的日本地方選舉，以決定下任的兵庫縣知事。